# The Conversation
The Conversation (br A Conversação; pt O Vigilante) é um filme de 1974, dirigido por Francis Ford Coppola.

## Sinopse
Harry Caul (Gene Hackman) é contratado para espiar e gravar a conversa de um casal de amantes. No entanto Harry entra em crise, pois no passado um dos seus trabalhos provocou a morte de três pessoas e ele teme que algo trágico se repita.

## Elenco
- Gene Hackman (Harry Caul)
- John Cazale (Stan)
- Allen Garfield (Bernie Moran)
- Frederic Forrest (Mark)
- Cindy Williams (Ann)
- Michael Higgins (Paul)
- Elizabeth MacRae (Meredith)
- Harrison Ford (Martin Stett)
- Robert Duvall (Diretor)
- Teri Garr (Amy)
- Mark Wheeler (Recepcionista)

## Principais premiações
- Palma de Ouro em Cannes

## Indicação
- indicado ao Oscar de melhor filme